# Кекушев, Николай Львович
Николай Львович Кекушев (1898, Москва — 1978, Москва) — русский офицер, советский авиатор, полярник.

## Биография

### Ранние годы
Николай родился в Москве, в семье архитектора Льва Кекушева. Начал учиться в реальном училище, но после смерти отца был принят в 1-й Московский Императрицы Екатерины II кадетский корпус на бесплатное обучение.
По окончании кадетского корпуса был направлен в Сергиевское артиллерийское училище, откуда добровольцем ушёл на фронт в 1917 году. В звании подпоручика воевал в составе 60-й артиллерийской бригады, после захвата власти большевиками был демобилизован в декабре 1917 года. В сентябре 1918 года был призван уже в Красную армию, где до 1921 года воевал на фронтах Гражданской войны.
В 1921 году Кекушев поступил в Петроградский электротехнический институт.

### Работа в авиации

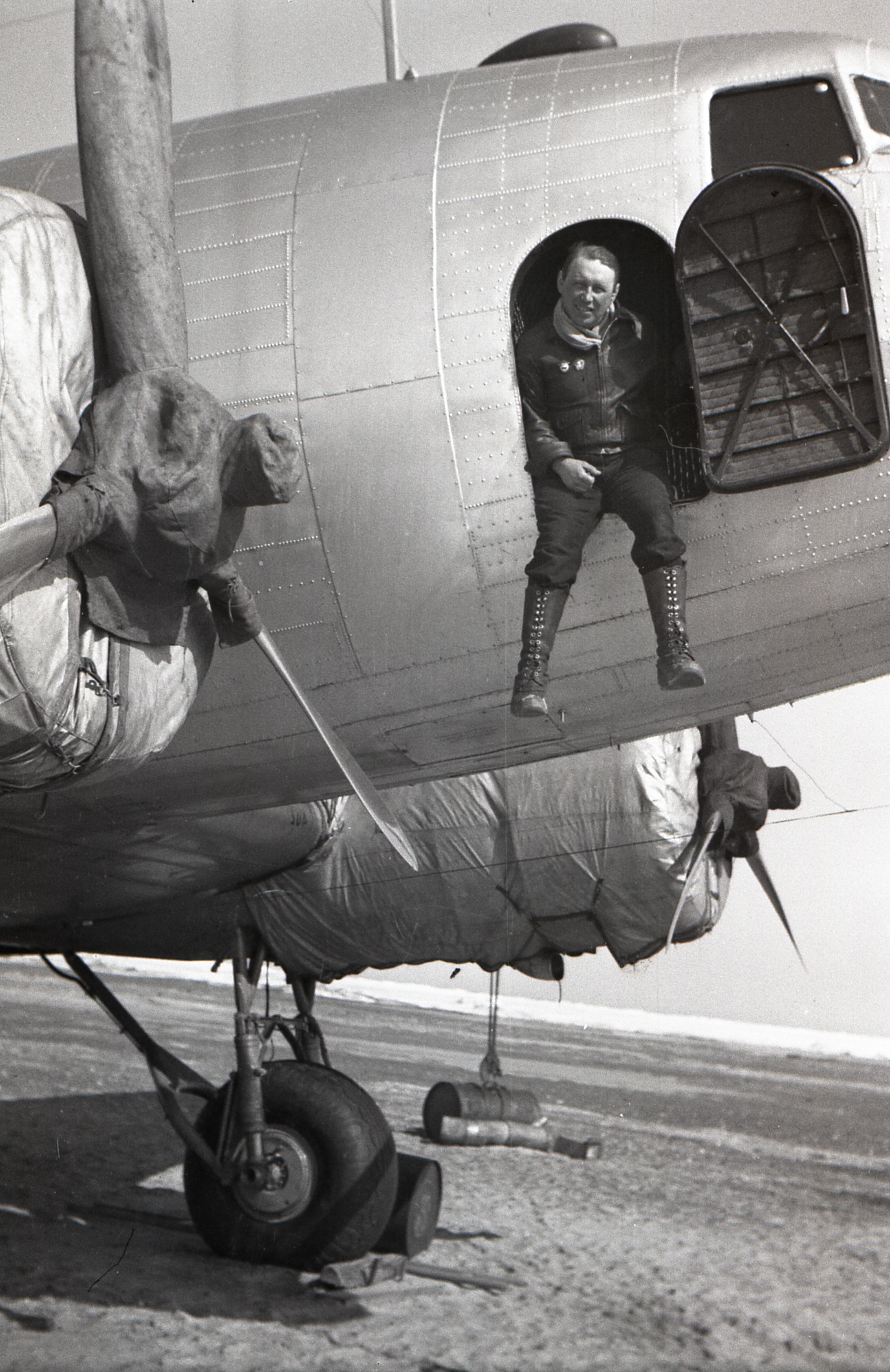
Николай Кекушев на борту самолёта Ли-2 (фото 1946 года)

В 1923 году в связи с интересом к быстро развивавшейся в стране авиации Кекушев оставил институт и поступил на курсы авиационных бортовых механиков, по окончании которых был принят на работу в Среднеазиатские авиалинии общества «Добролёт», где летал до 1930 года.
В 1930-e годы работал бортмехаником в Полярной авиации. В 1931 году в составе экипажа М. В. Водопьянова выполнил первый в СССР зимний перелёт по маршруту Москва — Сахалин при практическом отсутствии связи и средств навигации.
С 1932 года вновь работал бортмехаником в авиации Главсевморпути. В составе экипажа П. Г. Головина обеспечивал в 1937 году полёт на Северный полюс и высадку полярной экспедиции Ивана Папанина (дрейфующая станция «Северный полюс-1»).
В годы Великой Отечественной войны служил в Московской авиационной группе особого назначения (МАГОН).
В ноябре 1941 года был ранен.
После выздоровления в 1942 году совершил 59 полётов на Ли-2 в осаждённый Ленинград для доставки грузов и вывоза блокадников из окружения. Годом позже был направлен в состав ВВС Северного флота, где был назначен на должность инженера отряда по борьбе с подводными лодками противника. С 1944 года — на должности инженера МАГОН. По окончании войны был направлен в Германию, где работал на заводе по ремонту и перегонке трофейных самолётов в СССР.
Позднее вернулся к работе в Полярной авиации, в частности, в качестве старшего бортового механика осуществлял инженерное обеспечение полётов во второй советской полярной экспедиции.
К концу лётной карьеры общий налёт Кекушева составил около 10000 часов и почти 2 000 000 километров, в основном в непростых условиях южных и северных пустынь, и в районах военных действий.

### Политические репрессии
В связи со своим происхождением и дореволюционным военным прошлым Кекушев стал одной из жертв сталинских репрессий. В марте 1931 года был впервые арестован и приговорен к 5 годам лагерей. После девяти месяцев следствия, суда и апелляции был освобождён по постановлению ЦИК СССР (в декабре 1931 года).
Второй раз был арестован и осужден в 1948 году, сразу после успешного завершения полярной экспедиции Север-2. Отбывал срок в джезказганских лагерях (Степлаг), участвовал в Кенгирском восстании, остался жив.

### Смерть
Николай Львович Кекушев умер в 1978 году в Москве.

### Семья
Мать — Анна Ионовна, урождённая Болотова.
У Кекушева были две сестры: Татьяна (1900—?) (в замужестве Сахарова, её сын Андрей Николаевич Сахаров) и Екатерина (1901—?) (была замужем за скульптором Борисом Яковлевым, во втором замужестве — за художником-декоратором Сергеем Сергеевичем Топлениновым, по легенде в доме Топлениновых Булгаков написал «Собачье сердце», а Екатерина была одним из прообразов Маргариты).

## Награды и звания
- Орден Красного Знамени Хорезмской ССР (1924) — за борьбу с басмаческим движением в Средней Азии[1] (освобождение Хивы от вооружённых формирований Джунаид-хана)
- Орден Ленина (1937) — за первую в СССР успешную авиационную экспедицию на Северный полюс[4]
- Орден Красного Знамени (1945) — «за успешное выполнение заданий правительства и самоотверженную работу по освоению Северного морского пути в дни Отечественной войны»[13]
- Почётный полярник (1941)[14]
- Именные часы Ревоенсовета акционерного общества Укрвоздухпуть (1930) — «за выполнение специальных заданий» [4]
- Нагрудный знак «За безаварийный налёт 1 000 000 километров» (1941, знак № 26)[15]